# Jitterbug Waltz
Jitterbug Waltz ist ein Jazzsong, den Fats Waller 1942 komponierte. Es ist die erste Jazzkomposition, die im Dreiviertel-Takt verfasst wurde und sich als Jazzstandard durchsetzte. Der erste aufgenommene Jazz-Walzer ist allerdings Waltzing the Blues von Benny Carter (1936).

## Geschichte der Komposition
Der Jitterbug Waltz wurde durch einige Klavierübungen, angeblich Bachs Inventionen, inspiriert, die Wallers Sohn Maurice zu jener Zeit auf dem Piano Anfang 1942 übte. Fats Waller hatte zu dieser Zeit mit seiner Band ein sechswöchiges Engagement im Panther Room im Sherman Hotel in Chicago. In der Begeisterung über das vollendete Stück soll Waller seinen Sohn geweckt haben. Der Titel des Stücks stammte von Wallers Manager Ed Kirkeby. Der Titel weist in die Jazzgeschichte zurück: „Jitterbugs“ waren die Jazzfans der 1920er und 1930er Jahre und der Jitterbug der führende Swing-Tanzstil, so dass der Titel ein Scherz war, da beide nichts miteinander zu tun hatten. Die sequenzartige Achtelnotenmelodie ist eher nur ein rhythmisches Motiv und schreitet mit „auftaktig“ aufwärtsgehenden Terzen die Leiter im Vierteltempo abwärts, und wird gerade gespielt. Zwei Monate später, am 16. März 1942, nahm Waller das Stück mit seiner Gruppe für RCA Victor auf, wobei er die Hammondorgel melodiös einsetzte.

## Der Weg zum Jazzstandard
Im Dezember 1942 gelangte Waller zwar auf #2 in der neuen „Harlem Hit Parade“ (dem Vorläufer der R&B-Charts), doch das Stück war zunächst nicht sonderlich erfolgreich. In Bezug auf die Verwendung des Dreiviertel-Takts im Jazz (damals gewagt) machte die im Januar 1943 in der Carnegie Hall aufgeführte Black, Brown and Beige Suite (mit einer kurzen Walzer-Einlage) von Duke Ellington mehr Eindruck, und insgesamt dauerte es noch bis Ende der 1950er Jahre, bis das Stigma des Walzers als Jazz-fremdes Element aufgeweicht wurde und auch der Jitterbug Waltz mehr Interpreten fand. Erroll Garner nahm das Stück 1949 wieder auf. Bobby Hackett interpretierte das Stück 1951 (und spielte es später auch noch mit Dizzy Gillespie und Mary Lou Williams ein). Es folgten Art Tatum (1953, Solo Masterpieces Vol.3) und ein Bigband-Arrangement von Michel Legrand (1958 Legrand Jazz, All-Star Aufnahme mit Miles Davis, John Coltrane, Bill Evans, Phil Woods, Herbie Mann, der eigentliche Durchbruch als Jazz-Standard, wobei er in den Solos allerdings zum 4/4 Takt wechselt), Junior Mance (1962), Vince Guaraldi (1963) und Monty Alexander (1965), den Jazz Crusaders und Les McCann. Zu dieser Zeit hatten auch die Musiker des Avantgarde Jazz den Titel entdeckt; hier ist insbesondere Eric Dolphy zu nennen, der das Stück 1963 und 1964 interpretierte (Charles Mingus  Sextett with Eric Dolphy: Cornell 1964), aber auch Roland Kirk (Rip, Rig and Panic, Bright Moments 1973), Dizzy Gillespie (Dizzy's Big Four 1974 mit Joe Pass). Das blieb nicht ohne Wirkung auf die nächsten Generationen: Barry Altschul spielte eine „bizarre“ Version auf seiner Platte Irina (1983) ein und Thomas Chapin 1984 (Radius); David Murray spielte den Jitterbug Waltz mehrfach ein. Greg Osby zerpflückte das Thema 1999 (The Invisible Hand, mit Andrew Hill). Auch Aki Takase hatte ihn in ihrem Fats-Waller-Programm. Bobby Hutcherson spielte es häufiger in rasendem Tempo, Randy Weston in einer Live-Aufnahme aus Marrakesch (Marrakech in the Cool of the Evening, 1992) und Chick Corea auf Past, Present & Future 2001.
Das Copyright liegt seit 1942 bei Chappell & Co. (heute Warner/Chappell Music).

## Versionen mit Text
Dinah Washington nahm den Jitterbug Waltz 1957 für ihr Fats Waller Songbook Album mit großer Band und einem Text von Maxine Manners und Charles Grean auf, der von der Komposition selbst handelt („a lovely waltz with syncopation“). Sängerinnen wie Abbey Lincoln (When there is love 1992, mit Hank Jones), Cécile McLorin Salvant (WomanChild) oder Masha Bijlsma nutzten hingegen den herkömmlicheren Text, den Richard Maltby in den 1970er Jahren für die Broadwayrevue Ain’t Misbehavin’ verfasste.

## Originalaufnahme
Es gibt nur eine Aufnahme von Fats Waller: Fats Waller, his Rhythm and his Orchestra, New York City, 16. März 1942. Bluebird Records 11518, sowie Victor 20-2639, Victor LPT 1001, His Masters Voice Swiss (HMV HE) 2976, Besetzung: Fats Waller, Hammondorgel (kein Gesang), Trompete: Herman Autrey, John Hamilton, Joe Thomas, Nathaniel Williams, Posaune: Herb Fleming, George Wilson, Altsaxophon: Georges James, Lawrence Fields, Klarinette/Tenorsaxophon: Gene Sedric, Tenorsaxophon: Bob Carroll, Gitarre: Al Casey, Baritonsaxophon: Cedric Wallace, Schlagzeug: Arthur Trappier.
Gleichzeitig wurden aufgenommen und veröffentlicht: We need a little love, You must be losing your mind (in beiden Aufnahmen singt Fats Waller)
In einer Solo-Aufnahme von Honeysuckle Rose (á la Bach, Beethoven, Brahms and Waller) von 1941 variiert Waller das Thema auf verschiedene Weise, darunter auch einem Walzer.

## Rhythmische Thematik
Das sequenzartige Motiv besteht rhythmisch aus meist sehr gerade (nicht swingend) gespielten springenden Achteln und folgt den Tönen der Leiter.

Dieser Gang wird fast unverändert (ab der Oktave es' wird es gedrängt) über vier Takte fortgesetzt bis zur unteren Dezime c, über eine kadenzierende Wendung wiederholt und mit einer zweiten fast identischen Wendung zu F moduliert. Wegen der Balken im Notenbild erkennt man plagale abwärtsgehende „Quarten“ (es sind Tritoni der Leiter darunter), rhythmisch und klanglich sind aber die aufwärts gehenden Terzen und der Gang der tiefen Noten der Intervalle in Tonschritten im Vierteltempo abwärts betont. Der zugehörige Stride der Begleitung betont die Schläge eins und zwei (verzögert quasi den Akkord), die dritte Zählzeit hat Pause oder ist leise. Ebenso in Wallers Bläsersatz auf seiner 1942er Aufnahme oder dort bei seinem Gitarristen im weitesten Sinne. Einen klassischen Stride, mangels einer Aufnahme von Waller, findet man beispielsweise bei Dick Hyman, oder Musikern und Pianisten im Swing/Stridestil, und zwar kontinuierlich von damals bis heute. Sowohl Musiker des Swing als auch moderne vom Bebop beeinflusste Musiker spielen interpretationsnah die Achtel mehr gerade als synkopiert oder geshuffelt, was ganze feine rhythmische Verzögerungen oder Vorwegnahmen zulässt.
Hier später in der zweiten Hälfte des Stücks tritt dasselbe rhythmische Motiv auf der Stelle und wird mit einem stehenden Klang abgeschlossen (gehaltenes g'), unterscheidet sich klanglich minimal, und suggeriert eigentlich nur einen Tongeschlechtswechsel. Nach As-moll 6 folgt wieder F7 mit demselben Motiv und wird zur Wendung in die Wiederholung beziehungsweise zum plagalen Schluss geführt. (Diese harmonische Wendung nutzt Waller ähnlich in anderen seiner Kompositionen z. B. , Ain't Misbehavin'.)
Harmonisch fallen bei drei funktionalen Dominanten hauptsächlich plagale Elemente auf.

Das rhythmische Motiv wirkt wie ein sehr langsam gespieltes Element eines „Fats Waller Drive“, wenn man ihn so interpretiert, dass im Akkord der linken Hand die obere Stimme, mit dem Daumen, nachgeschlagen wird. Ein typisches Stilelement des Strides ist es (umgekehrterweise), wenn die rechte Hand akkordisch spielt, sie eine einzelne Stimme durch Vorwegnahme gegen den Beat der Akkorde der rechten Hand setzt. 

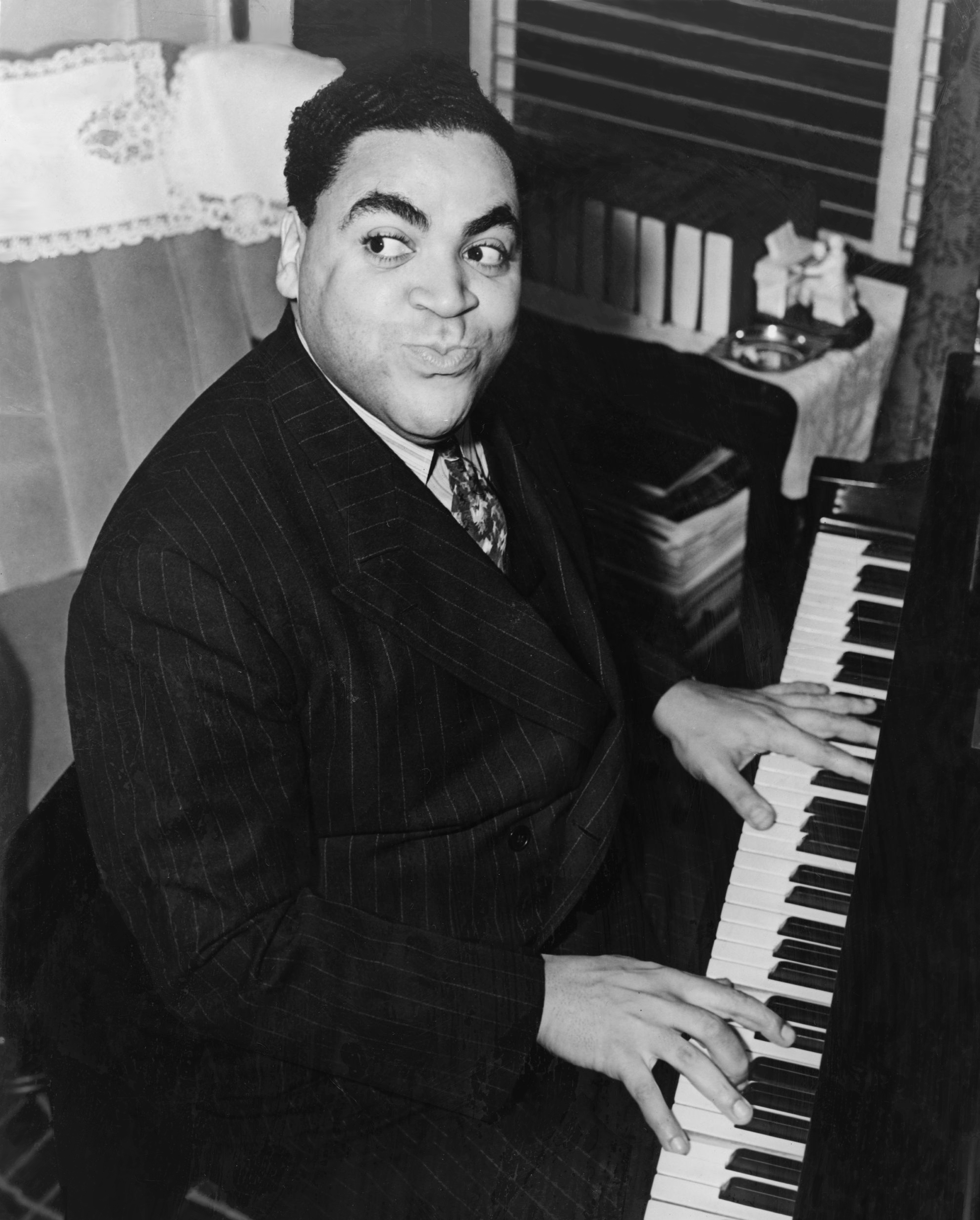
Man beachte den rechten Mittelfinger

 Man erreicht das beispielsweise dadurch, dass ein Finger der akkordschlagenden Hand vor dem Anschlag abgesenkt wird, so der Mittel- oder Zeigefinger. Man kann dies auf dem Bild sehen und Waller zeigt auch auf anderen Fotos diese Gestik der Hände.
Das Motiv ist auch intervallisch in Terzen, sozusagen ohne Verzögerung, spielbar. Es wird von Waller selbst 1942, seinem Bläsersatz und vielen Interpreten im wiederholten Durchgang umspielend angereichert wiedergegeben.